# Kaag (Laugna)
Kaag ist ein Ortsteil der Gemeinde Laugna im schwäbischen Landkreis Dillingen an der Donau.

## Lage
Der Weiler liegt knapp südlich von Bocksberg an der Laugna und auf dem Westhang des 489 m hohen Buschelberges. Er ist baulich mit Bocksberg verbunden und wird von der Staatsstraße 2036 durchquert.

## Geschichte
Kaag wird erstmals 1595 als „im Kaag bei Bocksberg“ überliefert. Der Name kommt von Gehag, was einen mit Gebüsch oder Dornensträuchern umfriedeten Platz bezeichnet. Der Ort gehörte zur Herrschaft Bocksberg. Im pfarramtlichen Taufbuch ist am 24. April 1682 der „Weiler Kaag“ mit 22 Einwohnern in 4 Häusern aufgeführt.
Als Ortsteil von Bocksberg wurde Kaag am 1. Mai 1978 im Zuge der Gemeindegebietsreform in die Gemeinde Laugna eingegliedert.